# Graukolibri
Der Graukolibri (Phaeoptila sordida, Syn.: Cynanthus sordidus) auch Braunkopfkolibri oder Grauer Breitschnabelkolibri ist eine Vogelart aus der Familie der Kolibris (Trochilidae), der in Mexiko endemisch ist. Die Art gilt als monotypisch und ist die einzige Art der Gattung Phaeoptila, die durch Ausgliederung aus der Gattung Cynanthus wiedererrichtet wurde. Der Bestand wird von der IUCN als Least Concern (nicht gefährdet) eingeschätzt.

## Merkmale

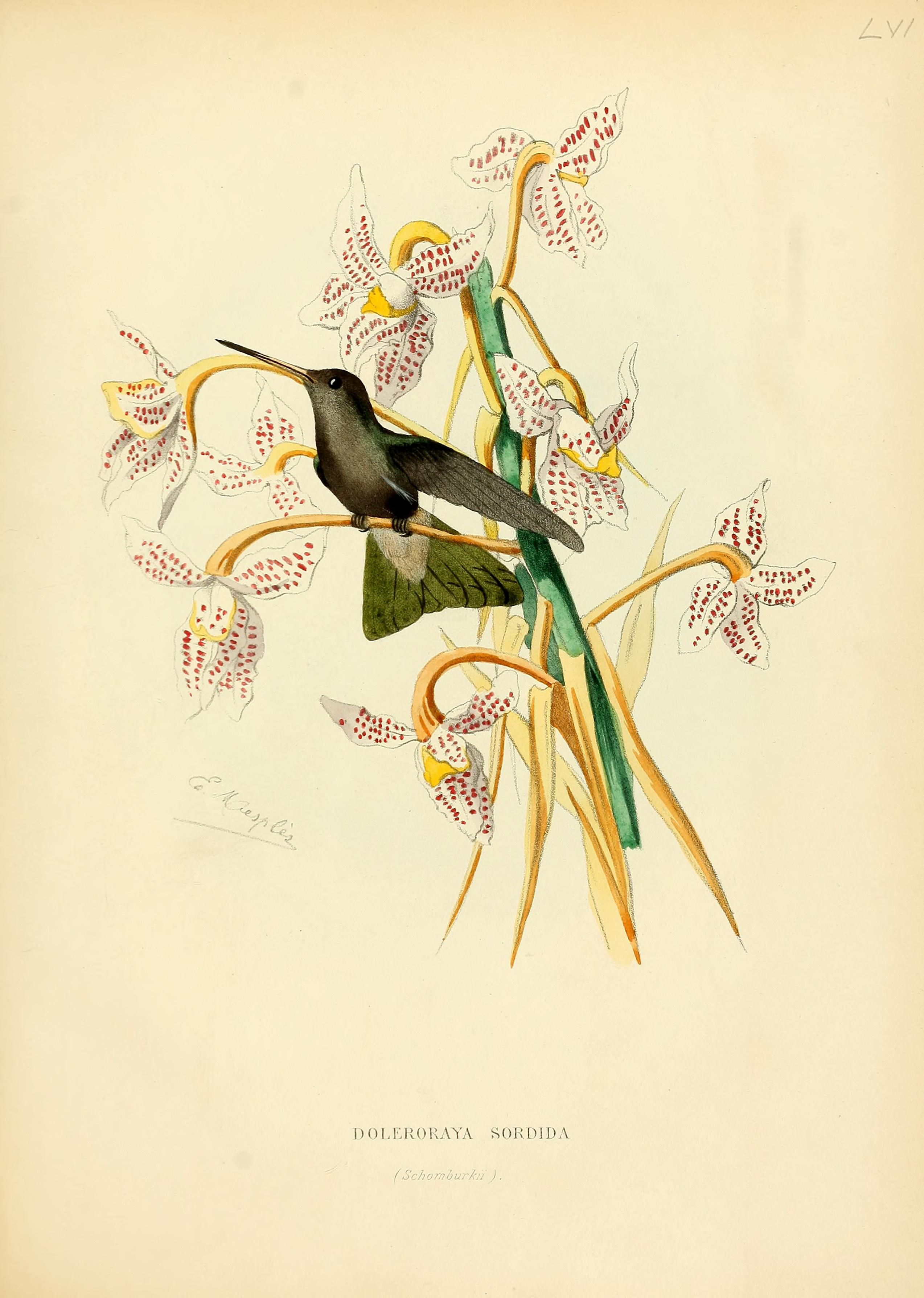
Graukolibri illustriert von Paul Eugène Mesplès (1849–1924)

Der Graukolibri erreicht eine Körperlänge von etwa 9 bis 10 cm, bei einem Gewicht 4,3 bis 4,7 g. Der leicht gebogene rote Schnabel des Männchens hat eine schwarze Spitze. Der Oberkopf ist matt grün, eine Färbung, die am vorderen Oberkopf ins bräunlich grün übergeht. Die Ohrdecken sind schwärzlich, der Rest der Oberseite matt goldengrün. Der Augenstreif ist weiß. Die Unterseite ist dunkel grau, der leicht gegabelte Schwanz gräulich grün. Die Weibchen ähneln den Männchen, doch ist der Oberschnabel schwarz und der Unterschnabel rot mit schwarzer Spitze, die Oberseite wirkt blasser. Die äußeren Steuerfedern haben eine schwärzliche subterminale Binde und weiße Spitzen. Jungtiere ähneln den Weibchen, doch sind die Spitzen der äußeren Steuerfedern gelbbraun. Am leichtesten kann er mit dem Weibchen des Blaukehl-Breitschnabelkolibris (Cynanthus latirostris Swainson, 1827) verwechselt werden.

## Verhalten und Ernährung
Der Graukolibri bezieht seinen Nektar vermutlich u. a. von den Blüten der Gattungen der Agaven, Castilleja und der Opuntien. Insekten jagt er im Flug. Das Futter holt er sich in den mittleren bis oberen Straten.

## Fortpflanzung
Nester vom Graukolibri wurden von März bis Mai, im August und von November bis Dezember entdeckt. Die Brutaktivitäten scheinen an die feuchten Zeiten in seinem halbtrockenen Habitat angepasst zu sein. Das Nest ist ein kleines kelchförmiges Gebilde, das an Verzweigungen angebracht wird oder an Zweigen hängt. Zum Bau verwendet er weiches Pflanzenmaterial. Die Außenseite wird mit abgestorbenen Blättern, kleinen Zweigen und Baumwolle verkleidet, sehr selten auch mit Flechten. Ein Gelege besteht aus zwei Eiern.

## Lautäußerungen
Der Gesang ähnelt dem des Blaukehl-Breitschnabelkolibris, doch klingt er etwas weicher, flüssiger und plappernder. Er gibt auch trockene, etwas lebhaftes tschilpende Laute von sich. Der Gesang des Blaukehl-Breitschnabelkolibris wird als wiederholte seltsame Phrasen beschrieben, die mit einzelnen kurzen hellen flüssigen Tönen beginnt. Diesen folgen unmittelbar tief klingende, heisere, rasselnde Töne gefolgt von einer schnellen Serie von heiseren quietschenden Tönen. Am Schluss folgt ein tiefes Rasseln. Die Töne klingen wie tslip-tschtschtschtschtschtsch-tschli-tschli-tschli-tschli-tschli-tschtschtschtschtschtsch.

## Verbreitung und Lebensraum

Verbreitungsgebiet des Graukolibris

Der Graukolibri bevorzugt halboffene trockene Gebiete mit vereinzelten Bäumen und Gestrüpp. Gelegentlich ist er entlang von Straßen und in blühenden Gärten unterwegs. Er bewegt sich in Höhenlagen von 900 bis 2200 Meter.

## Migration
Der Graukolibri gilt als Standvogel.

## Etymologie und Forschungsgeschichte
Die Erstbeschreibung des Graukolibris erfolgte 1859 durch John Gould unter dem wissenschaftlichen Namen Cyanomyia (?) sordida. Das Typusexemplar stammte aus Oaxaca und wurde von Adolphe Boucard über Auguste Sallé zur Verfügung gestellt. Lange wurde er in der von William Swainson 1827 eingeführten Gattung Cynanthus für den Blaukehl-Breitschnabelkolibri eingeordnet. Dieser Name ist ein griechisches Gebilde aus »κυανός kyanos« für »dunkelblau« und »ἄνθος anthos« für »Blüte«. 1861 führte John Gould die neue Gattung Phaeoptila ein. Dieser name leitet sich von »φαιος phaios« für »dunkel, düster« und »πτιλον ptilon« für »Feder« ab. Sordida ist das lateinische Wort für »schäbig, dreckig« von »sordere, sordes, sordis« für »dreckig sein, Dreck«.